# Jeaneen Steel
Jeaneen Steel (ur. 2 października 1976) – australijska judoczka.
Uczestniczka mistrzostw świata w 2003. Brązowa medalistka mistrzostw Oceanii w 2003. Wicemistrzyni Australii w 2000, 2002, 2003 i 2004 roku.